# Cell Test (Prison Break)
Cell Test este al treilea episod al serialului de televiziune, a fost difuzat prima dată în 5 septembrie 2005. Episodul a fost regizat de Brad Turner, iar scenariul este semnat Michael Pavone.